# スリーチムニーズファーム
スリーチムニーズファーム（Three Chimneys Farm）は、アメリカ合衆国ケンタッキー州にある種牡馬の繋養を行う牧場である。1972年にクレイ夫妻によって設立された。

## 主な繋養馬

### 種牡馬
2025年
- Sky Mesa （2004年 - ）
- Fantastic
- Gun Runner
- Volatile
- Gun Pilot
- Newgate

## 過去の繋養馬
- Sharp Azteca
- Fast Anna
- Albert the Great（2002年 - 2007年、移動）
- Capote （1988年 - 2003年引退、2007年死亡）
- Dynaformer / （1990年 - 2012年引退）
- Good Reward（2007年 - 2011年）
- Fly So Free（1994年 - 2003年、死亡）
- Joyeux Danseur（1999年 - 2003年、移動）
- Medallist（2006年 - 2007年、移動）
- Miesque's Son（1997年 - 2002年、移動）
- Rahy（1990年 - 2009年引退、2011年死亡）
- Seattle Slew （1986年 - 2002年、死亡）
- Silver Charm （2000年 - 2004年、輸出）
- Slew o'Gold （1985年 - 2002年引退、2007年死亡）
- Smarty Jones / （2005年 - 2010年、移動）
- Wild Again / （1986年 - 2004年引退、2008年死亡）
- Point Given / （2002年 - 2012年、移動）
- Lewis Michael（2009年 - ）
- Big Brown （2009年 - ）
- Flower Alley（2007年 - 2015年、移動）
- Red Giant（2009年 - ）
- War Chant（2001年 - ）
- Ice Box（2013年 - ）
- Yes It's True（2001年 - 2015年死亡）
- Exchange Rate（2008年 - ）
- Dust and Diamonds（2013年 - 2016年、移動）
- Brilliant Speed（2013年 - ）
- Caleb's Posse（2013年 - ）
- Strong Mandate
- Will Take Charge
- Palace Malice
- Maplejinsky